# Parafia Krzyża Świętego w Zabrzu
Parafia Krzyża Świętego w Zabrzu – parafia metropolii katowickiej, diecezji gliwickiej, dekanatu zabrzańskiego Kościoła katolickiego obrządku łacińskiego. Powstała w 1987.

## Historia
Parafię św. Krzyża w Zabrzu erygował biskup opolski Alfons Nossol dekretem z dnia 17 sierpnia 1987 roku. Terytorium parafii zostało wydzielone z parafii: św. Józefa (Osiedle Dzierżona i ul. Jaskółcza) oraz z parafii św. Antoniego (Osiedle Janek). Od sierpnia 1983 do 1987 roku trwały prace przy zaadaptowaniu górniczej sztolni na kaplicę – obiekt murowany, kryty blachą, ogrzewany, w którym mieszczą się dwie duże sale katechetyczne i zaplecze gospodarcze. Od września 1984 roku zaczęto regularnie sprawować mszę i nabożeństwa. Kaplica, która jest poświęcona św. Barbarze stała się miejscem kultu i scalania wspólnoty parafialnej. Działkę pod budowę kościoła nabyto 28 listopada 1986 roku, a plac pod budowę kościoła poświęcił 3 grudnia 1986 roku 
Jan Wieczorek. Zezwolenie na budowę nowego kościoła parafialnego wraz z plebanią i salkami katechetycznymi otrzymano 22 maja 1987 roku. Poświęcenia kamienia węgielnego dokonał Jan Paweł II w 1983 r. na Górze Św. Anny, a wmurował 18 września 1988 r. biskup Jan Wieczorek. Budowę całego kompleksu sakralnego – nowego kościoła, salek katechetycznych wraz z plebanią, wystawienie dzwonnicy, na której umieszczono 3 dzwony o łącznej wadze 1550 kg, poświęcone przez Jana Wieczorka 3 marca 2000 r. oraz małą architekturą, trwały 13 lat. Budowniczym kościoła był ks. proboszcz Marcin Stokłosa. Poświęcenia kościoła i konsekracji ołtarza dokonał w Roku Jubileuszowym 16 września 2000 r. bp Jan Wieczorek. W 2012 roku dokonano gruntownego malowania kościoła, zakupiono nową Drogę Krzyżową. Od 2015 roku trwa budowa organów piszczałkowych firmy Kamińskich z Warszawy. Od 1 września 2021 proboszczem parafii jest ks. Robert Maszczyk.